# Morden (stacja metra)
Morden – stacja metra londyńskiego położona w dzielnicy Merton. Została otwarta w 1926. Projektantem stacji był Charles Holden. Obecnie stanowi południowy kraniec Northern Line i zarazem najbardziej wysuniętą na południe spośród wszystkich stacji metra. Dalej tory prowadzą do noszącej taką samą nazwę stacji techniczno-postojowej, będącej głównym miejscem bieżących napraw składów obsługujących Northern Line. Ze stacji korzysta aktualnie ok. 6,28 mln pasażerów rocznie. Należy do czwartej strefy biletowej.

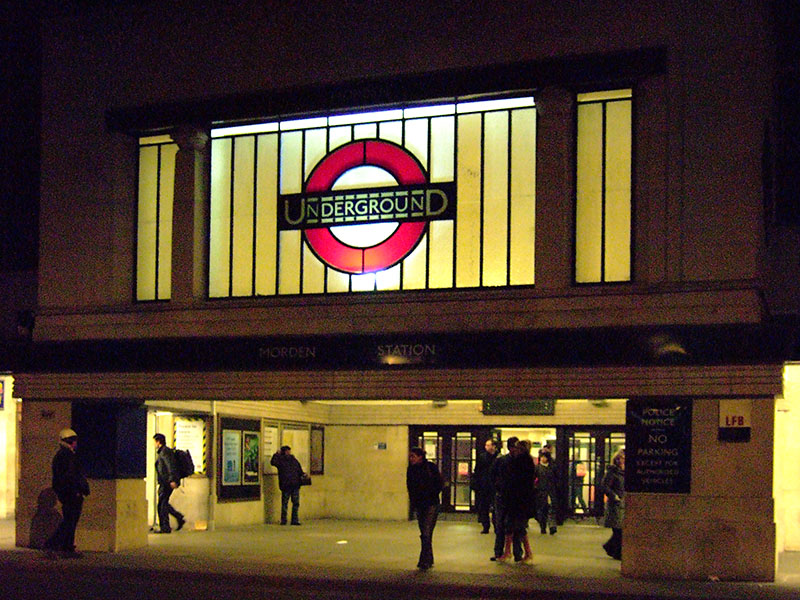
Wejście na stację po zmroku